# Абрахам Брілл
Абрагам Арден Брілл (англ. Abraham Arden Brill; 12 жовтня 1874 Каньчуга, Королівство Галичини та Володимирії — 2 березня 1948 Нью-Йорк) — американський психіатр, засновник американського психоаналізу. Учень Зигмунда Фрейда, відомий як перший перекладач його робіт англійською мовою.

## Початок кар'єри
Абрагам Брілл народився 12 жовтня 1874 року в місті Каньчуга. В юнацькому віці (1889) мігрував до США. У 1901 році закінчив Нью-Йоркський університет, в 1903 році отримав докторський ступінь у медичному коледжі Колумбійського університету, після чого вступив на службу в лікарню Сентрал-Айсліпе (штат Нью-Йорк), де пропрацював 4 роки.

## Основна діяльність
Після знайомства з Фрейдом і його ідеями під час навчання в Європі, Брил захопився психоаналізом. У 1908 році він взяв участь у роботі першого Міжнародного Психоаналітичного конгресу в Зальцбурзі. Після повернення в Нью-Йорк він став першим психоаналітиком-практиком у США.
Діяльність Абрагама Брілла вплинула на поширення психоаналізу в США. У 1909 році була видана перша з перекладених ним книг З. Фрейда «Дослідження істерії». У 1910 році він почав читати лекції з психоаналізу в Колумбійському університеті. У 1911 році Брілл заснував і очолив Нью-йоркське психоаналітичне товариство. У 1921 році опублікована його власна робота «Психоаналіз: його теорія і застосування», що стала першою американською книгою з психоаналізу.
Помер 2 березня 1948 року в Нью-Йорку.